# ミッテルンキルヒェン
ミッテルンキルヒェン（ドイツ語: Mittelnkirchen、低地ドイツ語: Mittelskark）は、ドイツ連邦共和国ニーダーザクセン州のシュターデ郡に属す町村（以下、本項では便宜上「町」と記述する）である。この町はシュタインキルヒェンに本部を置くザムトゲマインデ・リューエを構成する自治体の一つである。

## 地理

### 位置
この町は、シュターデとハンブルクとの間、ヨーロッパ最大の果樹栽培地域の一つであるアルテス・ラントに位置し、リューエ川に面している。

## 行政

### 議会
この町の議会は11議席からなる。

## 経済と社会資本

### 交通
町の南を、ブクステフーデとシュターデとを結ぶ連邦道73号線が通っている。また、アウトバーンA26号線が、ミッテルンキルヒェンから南のハンブルク方面へ向かって建設されている。

## 人物
作家でジャーナリストのヴォルフ・ヘックマンは亡くなる2006年12月13日までミッテルンキルヒェンに住んでいた。

## 引用
1. ↑  Landesamt für Statistik Niedersachsen, LSN-Online Regionaldatenbank, Tabelle A100001G: Fortschreibung des Bevölkerungsstandes, Stand 31. Dezember 2023